# 29829 Engels
29829 Engels este un asteroid din centura principală de asteroizi.

## Descriere
29829 Engels este un asteroid din centura principală de asteroizi. A fost descoperit pe 14 martie 1999 la Monte Agliale de Matteo Santangelo. Asteroidul prezintă o orbită caracterizată de o semiaxă mare de 2,58 ua, o excentricitate de 0,19 și o înclinație de 12,4° în raport cu ecliptica.